# Penig
Penig est une ville de Saxe (Allemagne), située dans l'arrondissement de Saxe centrale, dans le district de Chemnitz. 

## Géographie
Penig est situé sur la rivière Zwickauer Mulde entre Glauchau et Rochlitz. La ville est traversée par la route régionale S57 (partie de l'ancienne route fédérale B95) et par le chemin de fer Glauchau - Großbothen (hors service). Les communes voisins sont Geithain, Wechselburg, Lunzenau, Mühlau, Burgstädt, Limbach-Oberfrohna, Waldenburg, Nobitz, Langenleuba-Niederhain et Frohburg.

## Histoire
Penig est mentionné pour la première fois dans un document datant de 1264 et se développe d'une ancienne localité slavique. En 1313 Penig est nommé une ville (oppidum). Le burgrave de Leisnig mentionné comme le seigneur de la ville en 1323. L'ancien château est probablement construit à ce temps. La situation sur l'ancienne route de commerce entre Halle (Saale) et Prague et près d'une traversée de rivière est favorable pour le développement de l'artisanat et des autres métiers. La ville est connue pour ses cordonniers et pour ses potiers. Les derniers produisent de céramique de haute qualité artisanale qui est largement exporté. La brasserie est un autre métier important. Pour le stockage de la bière, des couloirs souterrains ont été créés. Ils sont connus comme Hauskellerberge et sont une attraction touristique.
Après l'extinction de la dynastie des burgraves en 1538 la ville tomba aux mains du Maison de Wettin qui, en 1543, la donnent au fief au Maison de Schönburg. Le nouveau château est construit dans le style Renaissance en 1556/1557. Il est reconstruit dans un style classique de 1787 à 1780.
Du 6 au 9 octobre 1813 une bataille se déroule entre le corps polonais du Maréchal Poniatowski qui supporte les forces napoléoniennes et l'avant-garde autrichienne sous le Prince Schwarzenberg. En résultat, plus de 1200 hommes sont morts ou blessés, et les autrichiens gagnent la traverse de la rivière.
En cours de l'industrialisation de la ville, une usine de papier est installé en 1835, continuant la tradition de la manufacture de papier qui commença en 1537. En 1852 une usine de forgeage est fondée qui devint une fonderie et une usine de machines, plus tard connue comme usine d'engrenages. Les deux entreprises existent encore sous de nouveaux propriétaires, tandis que l'industrie textile, tout aussi importante, s'est arrêtée dans les années 1990.
Vers la fin de la Seconde Guerre mondiale entre janvier et avril 1945, un camp de concentration pour femmes est installé sur la route entre Penig et Langenlauba-Oberhain. Là, les prisonnières devaient fabriquer des pièces d'avion.
En avril 1945, des es troupes américaines et soviétiques se rencontrent à Penig.